# Cordia baracoensis
Cordia baracoensis är en strävbladig växtart som beskrevs av Ignatz Urban. Cordia baracoensis ingår i släktet Cordia, och familjen strävbladiga växter. Inga underarter finns listade i Catalogue of Life.